# Atsushi Natori
Atsushi Natori (名取 篤, Natori Atsushi) est un footballeur japonais né le 12 novembre 1961 à Saitama dans la préfecture de Saitama au Japon.